# Søllested Sogn (Assens Kommune)
Søllested Sogn ist eine Kirchspielsgemeinde (dän.: Sogn)
auf der Insel Fyn (dt.: Fünen)
im südlichen Dänemark. Bis 1970 gehörte sie zur Harde Båg Herred im damaligen Odense Amt, danach zur Glamsbjerg Kommune im
Fyns Amt, die im Zuge der  Kommunalreform zum 1. Januar 2007 in der
Assens Kommune in der Region Syddanmark aufgegangen ist.
Im Kirchspiel leben 277 Einwohner (Stand: 1. Januar 2023).
Im Kirchspiel liegt die Kirche „Søllested Kirke“.
Nachbargemeinden sind im Norden Vedtofte Sogn, im Nordosten Ørsted Sogn, im Südosten Køng Sogn, im Süden Flemløse Sogn, im Südwesten Søby Sogn,  im Westen Gamtofte Sogn und  im Nordwesten Turup Sogn.